# Salacia ekoka
Salacia ekoka är en benvedsväxtart som beskrevs av J. Louis och Rudolf Wilczek. Salacia ekoka ingår i släktet Salacia och familjen Celastraceae. Inga underarter finns listade.